# Observationssæt
Et observationssæt udgøres af de hændelser, som indgår i en given måling. Antallet af observationer betegnes ved bogstavet n. Der skelnes mellem absolutte og tilfældige hændelser. Anvendes især i matematik.
| Matematik | Spire Denne artikel om matematik er en spire som bør udbygges. Du er velkommen til at hjælpe Wikipedia ved at udvide den. |